# Милан Љубеновић
Милан Љубеновић (30. јануар 1932 — 28. август 1989) био је југословенски и српски фудбалер.

## Каријера
Играо је на позицији десног халфа. Остао је веран Радничком из Београда од 1949. до краја каријере. Одиграо је преко 500 утакмица за тај клуб. Обављао је своје задатке на најбољи начин и био стуб одбране Радничког током целе каријере. Са Радничким је играо у финалу Купа маршала Тита 1957. године, у ком су поражени од Партизана са 5:3.
За репрезентацију Југославије наступао на четири утакмице. Дебитовао је 9. маја 1954. против Белгије у Загребу, а од дреса са државним грбом се опростио 11. новембра 1955. против Француске у Паризу (резултат 1:1).
Завршио је Стоматолошки факултет.